# Psilonyx macropygialis
Psilonyx macropygialis är en tvåvingeart som först beskrevs av Samuel Wendell Williston  1901.  Psilonyx macropygialis ingår i släktet Psilonyx och familjen rovflugor. Inga underarter finns listade i Catalogue of Life.